# هانکاسالمی
هانْکاسالْمی (به فنلاندی: Hankasalmi) یک منطقهٔ مسکونی در فنلاند است که در فنلاند مرکزی واقع شده‌است.

## شهرهای خواهرخوانده
شهرهای بخش میالبی، کارموی و دهستان هادمسته خواهرخوانده‌های هانکاسالمی هستند.